# جورج برادلي
جورج برادلي (بالإنجليزية: George Bradley)‏ (29 أبريل 1850 في المملكة المتحدة - 24 أبريل 1887 في المملكة المتحدة) هو لاعب كريكت بريطاني (وحمل سابقاً جنسية المملكة المتحدة لبريطانيا العظمى وأيرلندا). لعب مع نادي مقاطعة ديربيشاير للكريكت ‏.